# Mon amour, mon amour
Mon amour, mon amour è un film del 1967 diretto da Nadine Trintignant.